# Каннський кінофестиваль 2012
65-й Каннський кінофестиваль — міжнародний кінофестиваль, який пройшов 16-27 травня 2012 року у французькому місті Канни.
Головою журі Основного конкурсу був італійський актор і режисер Нанні Моретті.
Фільмом відкриття кінофоруму стала стрічка Веса Андерсона «Королівство повного місяця».

## Історія

### Емблема
З нагоди ювілейного 65-го Каннського фестивалю організатори обрали його емблемою Мерилін Монро, таким чином вшановуючи пам'ять видатної акторки. Це пам'ять про 50-річчя її смерті, що збіглося в ювілеєм Каннського фестивалю.
Афішу було виконано паризьким агентством Bronx на основі фотографії Отто Л. Беттманна.

### Церемонія закриття фестивалю
27 травня 2012 року відбулася урочиста церемонія закриття ювілейного 65-го Каннського кінофестивалю. Захід проходив у залі Великого театру Люм'єрів.
Одрі Тоту та Едрієн Броді вручили головний приз фестивалю режисерові найкращого з-поміж 22-х фільмів, представлених в основній конкурсній програмі. «Золоту пальмову гілку» отримав австрійський режисер Міхаель Ханеке за фільм «Любов». Другу за значущістю нагороду кінофестивалю, Гран-прі, журі присудило стрічці італійського режисера Маттео Гарроне «Реальність». Приз за найкращу режисуру отримав мексиканець Карлос Рейгадас за роботу над фільмом «Після мороку світло».
«Золота пальмова гілка» за короткометражний фільм дісталася стрічці «Тиша» турецького режисера Л. Резана Єсілбаса.
Журі комісії CST присудило Приз «Вюлькан» технічному працівнику Шарлотті Брюсс Крістенсен за виняткову операторську роботу в фільмі «Полювання».
У пам'ять про Клода Міллера, який помер 4 квітня 2012 р., церемонія завершилася показом його останнього фільму «Тереза Дескейру», головні ролі в якому виконали Одрі Тоту та Анаїс Демустьє.

## Конкурсна програма

### Фільми відкриття та закриття фестивалю
| Назва українською          | Оригінальна назва   | Режисер      | Країна  |
| -------------------------- | ------------------- | ------------ | ------- |
| Королівство повного місяця | Moonrise Kingdom    | Вес Андерсон | США     |
| Тереза Дескейру            | Thérèse Desqueyroux | Клод Міллер  | Франція |

### Основний конкурс
| Назва українською          | Оригінальна назва            | Режисер          | Країна                                    |
| -------------------------- | ---------------------------- | ---------------- | ----------------------------------------- |
| Іржа та кістка             | De Rouille et d'Os           | Жак Одіяр        | Бельгія, Франція                          |
| Божественні мотори         | Holy Motors                  | Леос Каракс      | Німеччина, Франція                        |
| Космополіс                 | Cosmopolis                   | Девід Кроненберг | Канада, Франція                           |
| Газетяр                    | The Paperboy                 | Лі Деніелс       | США                                       |
| Пограбування казино        | Killing Them Softly          | Ендрю Домінік    | США                                       |
| Реальність                 | Reality                      | Маттео Гарроне   | Італія, Франція                           |
| Любов                      | Amour                        | Міхаель Ханеке   | Німеччина, Австрія, Франція               |
| Найп'янкіший округ у світі | Lawless                      | Джон Гіллкоут    | США                                       |
| В іншій країні             | 다른 나라에서                | Хон Сангсу       | Південна Корея                            |
| Смак грошей                | 돈의 맛                      | Ім Сансу         | Південна Корея                            |
| Як закоханий               | ライク・サムワン・イン・ラブ | Аббас Кіаростамі | Японія, Франція                           |
| Частка янголів             | The Angels' Share            | Кен Лоуч         | Велика Британія, Франція, Бельгія, Італія |
| У тумані                   | В тумане                     | Сергій Лозниця   | Німеччина, Нідерланди, Латвія, Росія      |
| За пагорбами               | Beyond the Hills             | Крістіан Мунджіу | Румунія, Бельгія, Франція                 |
| Після битви                | بعد الموقعة                  | Юсрі Насралла    | Єгипет, Франція                           |
| Мад                        | Mud                          | Джефф Ніколс     | США                                       |
| Ви ще нічого не бачили     | Vous n'avez encore rien vu   | Ален Рене        | Франція, Німеччина                        |
| Після мороку світло        | Post Tenebras Lux            | Карлос Рейгадас  | Мексика, Німеччина, Франція, Нідерланди   |
| У дорозі                   | On the Road                  | Волтер Саллес    | Бразилія, Франція                         |
| Рай: Любов                 | Paradies: Liebe              | Ульріх Зайдль    | Австрія, Німеччина, Франція               |
| Полювання                  | Jagten                       | Томас Вінтерберг | Данія                                     |

### «Особливий погляд»
| Назва українською                             | Оригінальна назва                    | Режисер                                                                                                  | Країна                                  |
| --------------------------------------------- | ------------------------------------ | --- | --------------------------------------- |
| 11.25. День, коли Юкіо Місіма обрав свою долю | 自決の日 三島由紀夫と若者たち        | Кодзі Вакамацу                                                                                           | Японія                                  |
| 7 днів у Гавані                               | 7 días en La Habana                  | Хуліо Медем, Лоран Канте, Бенісіо дель Торо, Пабло Траперо, Елія Сулейман, Гаспар Ное, Хуан Карлос Табіо | Іспанія, Франція                        |
| Після кохання                                 | À perdre la raison                   | Жоакім Лафосс                                                                                            | Бельгія, Люксембург, Франція, Швейцарія |
| Противірус                                    | Antiviral                            | Брендон Кроненберг                                                                                       | Канада                                  |
| Звірі дикого Півдня                           | Beasts of the Southern Wild          | Бен Зейтлін                                                                                              | США                                     |
| Зізнання дитини століття                      | Confession of a Child of the Century | Сільві Веред                                                                                             | Франція, Німеччина, Велика Британія     |
| Лоранс у будь-якому випадку                   | Laurence Anyways                     | Ксав'є Долан                                                                                             | Канада, Франція                         |
| Студент                                       | Студент                              | Дарежан Омірбаєв                                                                                         | Казахстан                               |

### Позаконкурсні фільми
| Назва українською    | Оригінальна назва                  | Режисер(и)                 | Країна |
| -------------------- | ---------------------------------- | -------------------------- | ------ |
| Ти і я               | Io E Te                            | Бернардо Бертолуччі        | Італія |
| Мадагаскар 3         | Madagascar 3: Europe's Most Wanted | Ерік Дарнелл і Том Макгрет | США    |
| Гемінгвей і Геллхорн | Hemingway & Gellhorn               | Філіп Кауфман              | США    |

### «Опівнічні покази»
| Назва українською      | Оригінальна назва       | Режисер        | Країна                   |
| ---------------------- | ----------------------- | -------------- | ------------------------ |
| Дракула Даріо Ардженто | Dario Argento's Dracula | Даріо Ардженто | Італія, Франція, Іспанія |
|                        | 愛と誠                  | Такаши Міїке   | Японія                   |

## Журі
Основна конкурсна програма

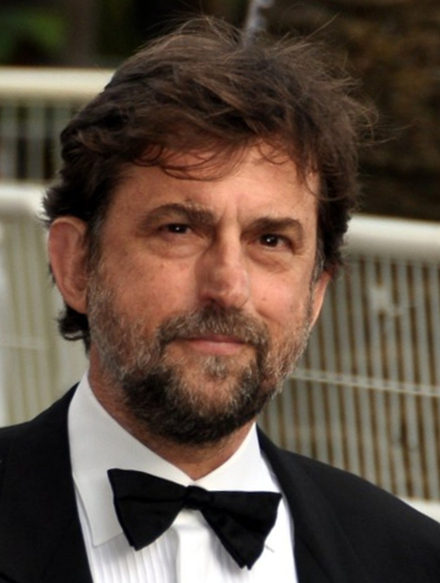
Нанні Моретті, голова журі Основного конкурсу

- Нанні Моретті, режисер, актор і продюсер ( Італія) (Президент)
- Хіам Аббасс, акторка та режисер ( Палестина)
- Андреа Арнолд, режисер і сценарист ( Велика Британія)
- Еммануель Дево, акторка ( Франція)
- Жан-Поль Готьє, модельєр ( Франція)
- Даян Крюгер, акторка  Німеччина
- Юен Мак-Грегор, актор ( Велика Британія)
- Александер Пейн, режисер, сценарист і продюсер ( США)
- Рауль Пек, режисер, сценарист і продюсер  Гаїті

«Особливий погляд»
- Тім Рот, актор ( Велика Британія) (Президент)
- Лейла Бехті, акторка ( Франція)
- Тоні Маршалл, акторка та режисер ( Франція)
- Лучіано Монтеагудо, кінокритик ( Аргентина)
- Сільві Пра, артдиректор Кінофестивалю в Ла-Рошель ( Франція)

«Сінефондасьйон» і короткометражні фільми
- Жан-П'єр Дарденн, режисер ( Бельгія) (Президент)
- Арсіне Хаджян, ( Канада)
- Карім Айнуз, режисер ( Бразилія)
- Емманюель Каррер, письменник і режисер ( Франція)
- Ю Лік-Вай, оператор і режисер ( КНР)

«Золота камера»
- Карлос Дієгес, режисер ( Бразилія) (Президент)
- Франсіс Гавель, режисер і сценарист ( Франція)
- Ерве Іковіч, художній директор ( Франція)
- Ремі Шеврен, оператор ( Франція)
- Франсіс Гавель, критик ( Франція)
- Глорія Сатта, журналіст ( Італія)

## Лауреати
- «Золота пальмова гілка»: «Кохання» (реж. Міхаель Ханеке);
- Гран-прі: «Реальність» (реж. Маттео Гарроне);
- Приз ФІПРЕССІ: «У тумані» (реж. Сергій Лозниця);
- Приз «Вюлькан» технічному працівнику Шарлотті Брюсс Крістенсен за виняткову операторську роботу в фільмі «Полювання» (реж. Томас Вінтерберг).

## Цікаві факти
- Журі основного конкурсу кінофестивалю не прийняло жодного одноголосного рішення стосовно присудження нагород;
- Жоден із семи представлених у конкурсній програмі американських фільмів не отримав нагороди;
- Кілька членів Основного журі пропонували присудити призи акторам, зайнятим у фільмі «Любов», але, згідно з регламентом фестивалю, приз за найкраще акторське виконання не може бути присуджений стрічці, що отримала одну з трьох головних премій — «Золоту пальмову гілку», Приз за режисуру або Гран-прі[11];
- Фільми Маттео Гарроне були двічі представлені в Основній конкурсній програмі Каннського кінофестивалі і щоразу здобули Гран-прі[12].